# Plàstic corrugat

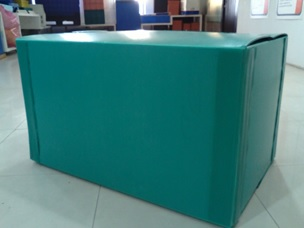
Capsa de plàstic ondulat que s’utilitza com a envàs reutilitzable

El Plàstic corrugat o Corriboard - també conegut amb els noms comercials de Cartonplast, Polyflute, Coroplast, FlutePlast, IntePro, Proplex, Correx, Twinplast, Corriflute o corflute - es refereix a una àmplia gamma de productes de làmina de plàstic extruït, entre ells el Twinwall produït a partir d'una resina de polipropilè d'alt impacte amb un presentació similar a la del cartró ondulat. És un material lleuger i resistent que es pot tallar fàcilment amb un ganivet o un cúter.

## Composició

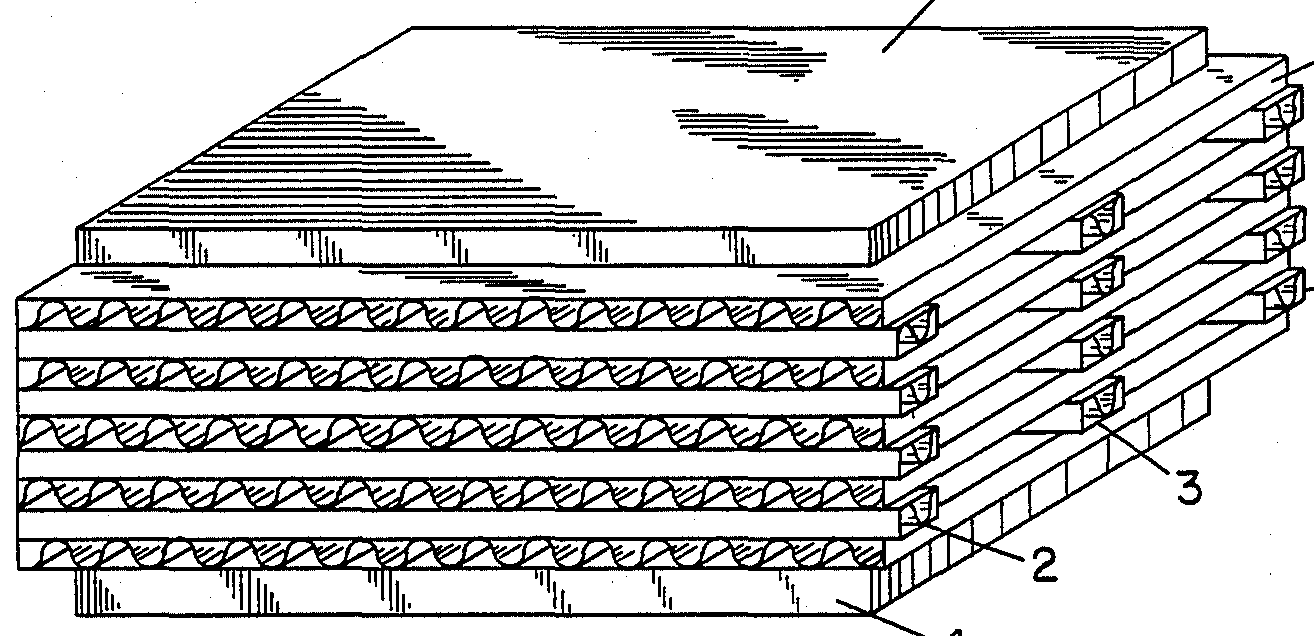
Ús de plàstic ondulat en intercanviadors de calor aire-aire de plaques de plàstic buides soldades. De la patent nord-americana 4.820.468

Químicament, la làmina de resina de polipropilè és inerta, amb un factor de pH neutre. A temperatures regulars, la majoria dels olis, dissolvents i aigua no tenen cap efecte, cosa que li permet actuar en condicions meteorològiques adverses o com a component del producte exposat a productes químics durs. Els fulls estàndard es poden modificar amb additius, que es fonen en la fulla per satisfer les necessitats específiques de l'usuari final. Entre els productes especials que requereixen additius s’inclouen: protecció ultraviolada, antiestàtica, ignífug, colors personalitzats, inhibidors corrosius, estàtic-dissipatius, entre d'altres.

## Usos

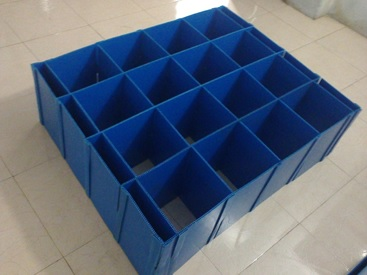
Separadors de plàstic ondulat que s'utilitzen per empaquetar components d'automoció.

Aquest material s’utilitza habitualment per erigir rètols comercials, polítics o d'altres tipus i per construir envasos de plàstic i envasos reutilitzables. S'utilitza àmpliament a la indústria de l'escriptura de signes per a la realització de rètols per a vendes de béns immobles, obres i promocions.
L'última dècada ha trobat un ús creixent entre els conill d'índies, el conill, l'eriçó domesticat i altres petits entusiastes de les mascotes com a components de les gàbies de bricolatge. A més a més, els membres de la comunitat d’avions controlats a distància l’utilitzen per construir avions model SPAD gairebé indestructibles.
Es fa servir també per a bescanviadors de calor aire-aire (utilitzats en ventilació de recuperació de calor) que utilitzen una pila fusionada de làmines d’aquest material alternant amb separadors fets del mateix material que el mitjà d’intercanvi de calor. Un corrent d'aire passa pels canals ondulats de l’interior de les làmines, mentre que l’altre passa entre les capes exteriors de les làmines apilades.

## Reciclatge
Generalment, els fabricants ofereixen una gran varietat de colors i gruixos (normalment, 3, 4, 5 mm). La làmina de policarbonat corrugat de vegades coneguda de vegades com a plàstic Twinwall (de doble pared), es fa generalment de polipropilè que es pot reciclar. S’aplica el codi d’identificació de resina 5:.